# Акончи
Акончи (исп. Aconchi) — посёлок в Мексике, штат Сонора, входит в состав одноимённого муниципалитета и является его административным центром. Численность населения, по данным переписи 2020 года, составила 1650 человек.
В посёлке проживает большая часть населения муниципалитета, в нём находятся муниципальные органы власти (ратуша). Высота центра — 607 метров. Посёлок находится на главной дороге штата, соединяющей столицу Эрмосильо с городом Кананеа, который находится на мексикано-американской границе. Благодаря историческим памятникам и термальным источникам Акончи имеет большой туристический потенциал.

## Название
Название Aconchi происходит от языка опата. Слово Acotzi происходит от слов Aco, что переводится как «стена» и Tzi, что означает «на месте». Название посёлка можно перевести как «На стенах».

## История
В этой области задолго до прихода испанцев проживало индейское племя опата. В начале XVII века европейские исследователи и миссионеры-иезуиты начали изучать долину реки Сонора. В 1616 году судья Мигель Фернандес де Эскер совершил экспедицию в область Сонора и закрепил эти территории за Вице-королевством Новая Испания. В 1639 году в долину реки Сонора прибыл португальский миссионер-иезуит Бартоломе Кастаньо, с целью распространения христианства среди индейского племени опата, которые проживали в этом регионе. На реке Сонора он основал религиозную миссию под названием Сан-Педро-де-Акончите.
В XIX веке после обретения независимости Мексике посёлок вошёл в состав Ариспе. 26 ноября 1930 года муниципалитет Акончи ликвидирован и вошёл в состав муниципалитета Ариспе. 13 мая 1931 года Акончи вошёл в состав муниципалитета Бавиакора. 13 апреля 1932 года муниципалитет был восстановлен, как часть штата Сонора, а посёлок Акончи становится административным центром этого муниципалитета.

## География
Акончи расположен в центре штата Сонора в 147 км от города Эрмосильо (столица штата), через него проходит магистраль 89, которая связывает его с другими городами на реке Сонора и городом Кананеа. Город занимает площадь 1,39 квадратных километров. Муниципалитет граничит на север с муниципалитетом Уепак, на востоке — Кумпас, на юге — Бавиакора, на юго-западе — Урес, на западе и северо-западе — Сан-Фелипе-де-Хесус.
Муниципалитет в основном состоит из горной местности (около 80 %), остальная часть состоит из равнинной местности. Река Сонора протекает через центр муниципалитета Акончи с севера на юг. В сезон дождей река Сонора питается ручьями: Лос-Трес-Аламос, дель-Пуэбло, Чававерачи, Ла-Эстансия, Лос-Занжонес, Эль-Родео, Буэна-Виста и Лас-Калабасас. В Акончи есть горячие источники, самым крупным из них является Эль-Агуа Кальенте (El Agua Caliente), а также небольшие горячие источники Эль-Нопал, Винатерия, Хигуера, Лас-Гарсас, Буэна-Виста и Эриго. В Акочи для сельскохозяйственного использование имеется 21 скважина воды и 5 скважин питьевой воды.
Климат сухой и теплый, средняя годовая температура 22,1 ° С, максимальная среднегодовая температура 30,5 ° С, а минимальная среднегодовая температура 11,6 ° С. В течение года дождей практически нет, кроме дождливых летних месяцев (июле и августе). Среднее годовое количество осадков равно 481,4 миллиметра, самый влажный месяц — июль, среднее месячное количество осадков — 147 миллиметров. Очень редко бывает град. В период с ноября по январь бывают заморозки.
| Показатель                                       | Янв. | Фев. | Март | Апр. | Май  | Июнь | Июль  | Авг.  | Сен. | Окт. | Нояб. | Дек. | Год   |
| ------------------------------------------------ | ---- | ---- | ---- | ---- | ---- | ---- | ----- | ----- | ---- | ---- | ----- | ---- | ----- |
| Абсолютный максимум, °C                          | 28,0 | 35,0 | 39,5 | 39,0 | 44,0 | 47,0 | 46,0  | 43,0  | 42,0 | 38,0 | 34,0  | 31,0 | 47,0  |
| Средний суточный максимум, °C                    | 21,2 | 22,5 | 27,4 | 31,0 | 36,6 | 40,2 | 38,2  | 36,5  | 35,8 | 30,9 | 25,5  | 20,6 | 30,5  |
| Средняя температура, °C                          | 12,3 | 13,2 | 16,6 | 19,9 | 25,0 | 29,9 | 30,4  | 28,9  | 27,4 | 21,7 | 15,9  | 11,6 | 21,1  |
| Средний суточный минимум, °C                     | 3,3  | 4,0  | 5,9  | 8,9  | 13,5 | 19,7 | 22,6  | 21,3  | 19,0 | 12,4 | 6,3   | 2,6  | 11,6  |
| Абсолютный минимум, °C                           | −3   | −2   | 0,0  | 1,0  | 6,5  | 12,0 | 16,0  | 14,0  | 11,0 | 0,0  | −2    | −4   | −4    |
| Норма осадков, мм                                | 22,5 | 25,4 | 5,3  | 1,9  | 3,0  | 22,1 | 147,7 | 131,4 | 60,2 | 31,0 | 15,8  | 15,1 | 481,4 |
| Источник: servicio meteorológico nacional mexico |      |      |      |      |      |      |       |       |      |      |       |      |       |

## Население
Согласно переписи населения, которую проводил в 2010 году Национальный институт статистики и географии (INEGI), в городе Акончи проживает 1741 человек, из них 933 мужчины и 808 женщин. В городе находится 471 частных жилых домов.
| год             | 1900 | 1910 | 1921 | 1930 | 1940 | 1950 | 1960 | 1970 | 1980 | 1990 | 1995 | 2000 | 2005 | 2010 | 2020 |
| население       | 1052 | 864  | 864  | 847  | 996  | 1084 | 1384 | 1596 | 1890 | 1579 | 1539 | 1647 | 1717 | 1741 | 1650 |
| Источник: INEGI |      |      |      |      |      |      |      |      |      |      |      |      |      |      |      |

Согласно исследованию уровня грамотности и образования 2010 года, в городе от общего числа жителей, показали следующие результаты:
| Категория людей              | Возраст         | Показатель |
| ---------------------------- | --------------- | ---------- |
| Неграмотное население        | старше 15 лет   | 2,94 %     |
| Не посещают школу            | младше 15       | 4,05 %     |
| Не закончили начальную школу | старше 15 лет   | 20,43 %    |
| Грамотность населения        | от 15 до 24 лет | 99,3 %     |
| Грамотность населения        | старше 25 лет   | 94,5 %     |
| Посещаемость школы           | 3-5 лет         | 54 %       |
| Посещаемость школы           | 6-11 лет        | 97,7 %     |
| Посещаемость школы           | 12-14 лет       | 92 %       |
| Посещаемость школы           | 15-24 лет       | 37,6 %     |

В городе есть четыре образовательных учреждения, которые являются государственными и входят в систему образования штата:
- дошкольное образовательное учреждение (Belem m. de gandara)
- начальная школа (General Francisco Contreras)
- старшая школа (Telesecundaria 92)
- средне-специальное учреждение (Centro de atencion multiple estatal)[13].

## Экономика
В муниципалитете с севера на юг протекает река Сонора, но объём воды в ней зависит от времени года и непостоянен. Город находится в гористой местности, что затрудняет занятие сельским хозяйством. В основном экономика зависит от животноводства. В нескольких километрах к северу от города находится небольшой спа-центр Aguas Termales de Aconchi, обладающий туристическим потенциалом.
В Акончи находится небольшая мебельная фабрика, которая продает свою продукцию во всем штате. Изделия фабрики славятся красотой и изящностью.

## Туризм
Главным памятником исторической архитектуры Акончи является храм францисканской архитектуры Сан-Педро и Сан-Пабло конца XVIII века. В арке на главной двери имеется герб францисканского ордена. В городе также находится исторический памятник генералу Франциско Контрерасу.
Город проводит большие праздники, устраивает фестивали, танцы, шествия.

## Примечание
1. ↑  Национальная система информации о муниципалитетах Архивная копия от 26 сентября 2017 на Wayback Machine (исп.)
2. ↑  Почтовые коды Акончи. Дата обращения: 12 декабря 2021. Архивировано 12 декабря 2021 года.
3. ↑  INEGI. Перепись населения Мексики 2020 года Архивная копия от 14 февраля 2022 на Wayback Machine (исп.)
4. 1 2  Prontuario de información geográfica municipal de los Estados Unidos Mexicanos Aconchi, Sonora (исп.) // INEGI. Архивировано 16 сентября 2016 года.
5. 1 2  Энциклопедия о муниципалитетах Мексики. Акончи. Дата обращения: 12 декабря 2021. Архивировано 12 декабря 2021 года.
6. 1 2  Alexander von Humboldt. Political Essay on the Kingdom of New Spain .... — I. Riley, 1811. — 558 с. Архивировано 28 октября 2020 года.
7. ↑  Пономарев М. В. Родригес А. М. Новейшая история стран Европы и Америки: XX век: в 2 ч.: учеб. для студ. вузов, Ч. 1. 1900-1945.
8. ↑  Municipios de Sonora (исп.) (jpg). IMIP Cajeme (15 января 2016). Дата обращения: 25 августа 2019. Архивировано из оригинала 15 января 2016 года.
9. ↑  Prontuario de información geográfica municipal de los Estados Unidos Mexicanos. Aconchi, Sonora. Clave geoestadística 26001 (исп.). INEGI (16 сентября 2016). Дата обращения: 25 августа 2019. Архивировано из оригинала 16 сентября 2016 года.
10. ↑  Catálogo Localidades (исп.). Microrregiones.gob.mx. Дата обращения: 25 августа 2019. Архивировано 1 июля 2016 года.
11. ↑  Indicadores de rezago en la vivienda (исп.). Microrregiones.gob.mx. Дата обращения: 25 августа 2019. Архивировано 1 июля 2016 года.
12. ↑  Indicadores de rezago social (исп.). Microrregiones.gob.mx. Дата обращения: 25 августа 2019. Архивировано 1 июля 2016 года.
13. ↑  Colegios y Escuelas en ACONCHI (Aconchi, Sonora) (исп.). mexico.PueblosAmerica.com. Дата обращения: 25 августа 2019. Архивировано 25 августа 2019 года.
14. ↑  ¡Bienvenidos a Aconchi, Sonora! (исп.). Sonora Turismo (27 ноября 2015). Дата обращения: 25 августа 2019. Архивировано из оригинала 27 ноября 2015 года.
15. ↑  Publicado por normalistas. Conocimiento del Medio Natural y Social I (исп.). Дата обращения: 25 августа 2019. Архивировано 25 августа 2019 года.